# Paulo Roberto Falcão
Paulo Roberto Falcão (* 16. Oktober 1953 in Abelardo Luz, Santa Catarina) ist ein ehemaliger brasilianischer Fußballspieler. In den 1970er und 1980er Jahren war der Spielmacher für SC Internacional und die AS Rom aktiv. Mit der brasilianischen Nationalmannschaft nahm er an zwei Weltmeisterschaften teil. Im Jahr 2004 wurde er von Pelé für die Liste der besten 125 noch lebenden Fußballer nominiert (FIFA 100). Er arbeitet heute als Kommentator.

## Karriere

### Verein
Der Sohn italienischer Einwanderer aus der Region Kalabrien rückte mit 19 Jahren in den Profikader von Internacional aus Porto Alegre auf. Der technisch beschlagene Mittelfeldspieler etablierte sich nach einem Jahr in der Mannschaft, die zu den stärksten des Landes gehörte. Mit den „Roten“ gewann er fünfmal die Meisterschaft des Bundesstaates Rio Grande do Sul und dreimal die nationale Meisterschaft. 1980 erreichte er mit der Mannschaft das Finale der Copa Libertadores, wo man Nacional Montevideo unterlag. Falcão selbst hatte sich zu einem Spielmacher auf höchstem Niveau entwickelt und galt als einer der hoffnungsvollsten Spieler des Landes. Er wurde zweimal als „Fußballer des Jahres“ ausgezeichnet (1978 und 1979). 
Bald zog der Brasilianer das Interesse finanzkräftiger europäische Vereine auf sich. Im Sommer 1980 wurde Falcão für umgerechnet knapp zwei Millionen DM an den italienischen Erstligisten AS Rom verkauft. Nach einem für Brasilianer oft typischen „Eingewöhnungsjahr“, zeigte er bald herausragende Leistungen und führte Regie im Mittelfeld. Er harmonierte mit Mittelfeldspieler Agostino Di Bartolomei und Stürmerstar Roberto Pruzzo, den er mit maßgerechten Vorlagen versorgte. Nach einem Pokalsieg (1981) sicherte er sich mit der Roma 1982/83 die Meisterschaft (Scudetto), der ersten seit 41 Jahren. Die Fans verliehen Falcao den Titel „Achter König von Rom“ und verehrten die gesamte Mannschaft. Er war mit einem Wochengehalt von 30.000 DM der zeitweise am besten bezahlte Fußballer der Welt. Als die „Giallorossi“ 1984 im Finale des Europapokals der Landesmeister gegen den  FC Liverpool standen, kam es zu einem Elfmeterschießen. Falcão hatte sich im Spiel eine Blessur zugezogen und verweigerte seinen Elfmeter, weshalb er hart kritisiert wurde. Letztlich ging der Pokal an Liverpool. 
Danach stagnierten die Leistungen von Falcão bei den „Giallorossi“. Er machte mehr Schlagzeilen neben dem Platz (u. a. durch seine Beziehung zu der Schauspielerin Ursula Andress) als durch seine sportlichen Leistungen. Eine komplizierte Knieverletzung hinderte ihn zu Beginn der Saison 1984/85 am Spielen. Als der Spielmacher ohne Einwilligung seines Vereins nach New York reiste, um sich am verletzten Knie operieren zu lassen, löste Rom seinen Vertrag auf. Nach fünf Jahren in der „ewigen Stadt“ kehrte er nach Brasilien zurück. 
Falcão unterzeichnete beim FC São Paulo einen Zweijahresvertrag und konnte erst 1986 wieder spielen. Doch seine Topform erreichte er nicht mehr und blieb ohne Einsatz, als São Paulo 1985 die Staatsmeisterschaft gewann.

### Nationalmannschaft
Sein erstes Länderspiel für die Seleção bestritt er am 12. Januar 1976 gegen die Sowjetunion. Als amtierender „Fußballer des Jahres“ hoffte Falcão zwei Jahre später auf eine Nominierung für den WM-Kader in Argentinien, doch Nationaltrainer Cláudio Coutinho setzte auf Roberto Rivelino und Zico im Mittelfeld, weshalb er Falcão nicht nominierte. Erst nach der Entlassung von Coutinho kehrte Falcão wieder in den Kader zurück und belegte bei der Copa América 1979 den dritten Platz. 
1982 nahm Falcão an seiner ersten Weltmeisterschaft teil. Brasilien war klarer Turnierfavorit und Trainer Telê Santana setzte dabei auf sein überragendes Mittelfeld, bestehend aus Zico, Sócrates, Toninho Cerezo und Falcão („Dream Team“). Die Mannschaft startete gut ins Turnier und wurde Gruppensieger. Falcão war einer der stärksten Akteure und traf jeweils gegen Schottland (4:1) und Neuseeland (4:0). In der Zwischenrunde wurde das von Diego Maradona angeführte Argentinien geschlagen. Gegen ein bisher durchschnittlich aufgetretenes Italien hätte ein Unentschieden genügt, um in das Halbfinale einziehen zu können. Falcão, der den italienischen Fußball aus der Serie A bestens kannte, schlug dem Trainerstab und seinen Mitspielern vor, defensiver zu spielen und wurde überstimmt. Italien siegte mit 3:2 (Falcão hatte das zwischenzeitliche 2:2 erzielt) und Brasilien war damit ausgeschieden. Falcão wurde in das WM-All-Star-Team gewählt und belegte den zweiten Platz bei der Wahl zum besten Spieler des Turniers (Silver Ball).
Nach der WM wurde Falcão vier Jahre lang nicht mehr für die Nationalmannschaft nominiert und kehrte erst für die WM 1986 in den Kader zurück, wo er an seiner zweiten Weltmeisterschaft teilnahm. Bei der Endrunde in Mexiko hatte er noch mit den Folgen seiner Verletzung zu kämpfen und kam zu zwei Kurzeinsätzen als Einwechselspieler. Sein letztes Länderspiel bestritt er in der Gruppenphase am 6. Juni 1986 gegen Algerien (1:0-Sieg); nach dem erneuten vorzeitigen Ausscheiden (im Viertelfinale gegen Frankreich) beendete er seine Karriere in der Nationalelf.

## Erfolge
Nationalmannschaft
- Copa Roca: 1976
- Copa Río Branco: 1976
- Taça Oswaldo Cruz: 1976
- Taça do Atlântico: 1976
- Torneio Bicentenário dos Estados Unidos: 1976

SC Internacional
- Campeonato Brasileiro de Futebol: 1975, 1976, 1979
- Staatsmeisterschaft von Rio Grande do Sul: 1973, 1974, 1975, 1976, 1979

AS Rom
- Italienischer Meister: 1982/83
- Italienischer Pokalsieger: 1980/81, 1983/84

São Paulo
- Staatsmeisterschaft von São Paulo: 1985
- Taça dos Campeões Estaduais Rio-São Paulo: 1976

Auszeichnungen
- Bola de Ouro (Wahl in Brasiliens Mannschaft des Jahres): 1978, 1979
- Silver Ball als Zweitbester Spieler der WM 1982
- FIFA 100

## Nach der aktiven Karriere
Falcão wurde Trainer und übernahm nach der Weltmeisterschaft 1990 die brasilianische Nationalmannschaft, wurde aber nach nur einem Jahr wieder freigestellt. Danach arbeitete er als Vereinstrainer in Mexiko (CF América) und für seinen ehemaligen Verein SC Internacional. 
Nach einem kurzen Intermezzo als japanischer Nationaltrainer zog er sich aus dem Fußballgeschäft zurück und wechselte in die Medienbranche. Zurzeit arbeitet er als Kolumnist und Fußballkritiker bei Rede Globo. 
Im April 2011 kehrte er ins Fußballtagesgeschäft zurück. Am 10. April 2011 gab sein alter Club Internacional Porto Alegre bekannt, dass Falcão als Nachfolger von Interimscoach André Döring mit dem Ziel verpflichtet wurde, die Copa Libertadores zu verteidigen. Im August 2011 wurde er durch seinen Landsmann Doriva abgelöst.

## Trivia
Der fußballbegeisterte Vater des kolumbianischen Stürmers Falcao gab seinem Sohn den Zweitnamen Falcao nach Paulo Roberto Falcão.